# Елмор (окръг, Алабама)
Вижте пояснителната страница за други значения на Елмор.
Окръг Елмор (на английски: Elmore County) е окръг в щата Алабама, Съединени американски щати. Площта му е 1702 km², а населението – 87 977 души (1 април 2020). Административен център е град Уетумпка.